# 工學北路
工學北路為台灣臺中市南區的一條園道型道路；與復興路、南平路平行呈東西向，東抵忠明南路，西至文心南路。

## 沿線設施
文心南路
- 愛買台中復興店
- 台灣楓康超市大慶店
- 燦坤台中旗艦店
- 台灣聯邦銀行興中分行
- 麥當勞復興店
- 肯德基復興店
- 工學市場

工學路
- 忠明園道

忠明南路

## 週邊設施
- 國立中興大學
- 中山醫學大學
- 國立臺中高工
- 私立宜寧中學
- 私立僑泰中學
- 市立四育國中
- 市立崇倫國中
- 市立和平國小
- 市立信義國小
- 市立樹義國小
- 大安國際大樓、大安國王大樓（樓高42層），南區最高地標。
- 未來之翼大樓（樓高32層），南區次高。
- 健康公園
- 大慶公園
- 宜寧公園
- 崇倫公園
- 樹德公園
- 樹義公園